# Cypress (circonscription saskatchewanaise)
Pour les articles homonymes, voir Cypress, Gull Lake et Shaunavon.
Circonscription électorale provinciale du Canada
Cypress (initialement Gull Lake et ensuite Shaunavon) est une ancienne circonscription électorale provinciale de la Saskatchewan au Canada. Elle est représentée à l'Assemblée législative de la Saskatchewan de 1912 à 1938.

## Liste des députés
| Parlement                                                      | Années    | Député                        | Député                      | Parti                |
| Gull Lake                                                      | Gull Lake | Gull Lake                     | Gull Lake                   | Gull Lake            |
| -------------------------------------------------------------- | --------- | ----------------------------- | --------------------------- | -------------------- |
| 3e                                                             | 1912–1917 |                               | Daniel Cameron Lochead (en) | Libéral              |
| Cypress                                                        |           |                               |                             |                      |
| 4e                                                             | 1917–1921 |                               | Isaac Stirling (en)         | Libéral              |
| 5e                                                             | 1921–1925 | Henry Theodore Halvorson (en) |                             | Libéral              |
| 6e                                                             | 1925-1929 | Henry Theodore Halvorson (en) |                             | Libéral              |
| 7e                                                             | 1929–1934 |                               | John Edward Gryde (en)      | Conservateur         |
| Shaunavon                                                      |           |                               |                             |                      |
| 8e                                                             | 1934–1938 |                               | Clarence Stork (en)         | Fermier-travailliste |
| Circonscription redistribuée parmi Cypress Hills et Wood River |           |                               |                             |                      |